# Augusto Corrêa
Augusto Corrêa es un municipio brasileño del estado de Pará. Se localiza a una latitud 01°01'19''sur y a una longitud 46°38'42'' oeste. Su población estimada en 2010 era de 40499 habitantes.